# Strada Ion Ghica
Strada Ion Ghica este o stradă din centrul istoric al municipiului București, sectorul 3. Strada poartă numele matematicianul și politicianul român Ion Ghica.

## Reabilitare și îngustare
La începutul lunii August 2015 strada cu sens unic a intrat într-un amplu proces de reabilitare, modernizare și reproiectare a tramei stradale, traficul auto fiind reconfigurat. În urma lucrǎrilor, spațiul carosabil a fost îngustat iar trotuarele pietonale au fost lǎrgite, pavate, dar și dotate cu bolarzi de protecție și scuaruri pentru copaci. Reabilitarea a prevǎzut și refacerea utilitǎților.

## Monumente istorice și clădiri
Pe strada Ion Ghica se află Fostul Palat al Bursei, fostă Biblioteca Națională a României de la nr. 4 (cod LMI B-II-m-A-18811), Biserica „Sf. Nicolae“ - Rusă de la nr. 9 (cod LMI B-II-m-A-18814)  și „Fosta Bancă franco-română” de la nr. 11 (cod LMI B-II-m-B-18815), monumente înscrise pe Lista monumentelor istorice 2010 - Municipiul București. Sunt înscrise pe lista monumentelor și imobilele de locuințe de la numerele 5 și 7.

## Galerie de imagini

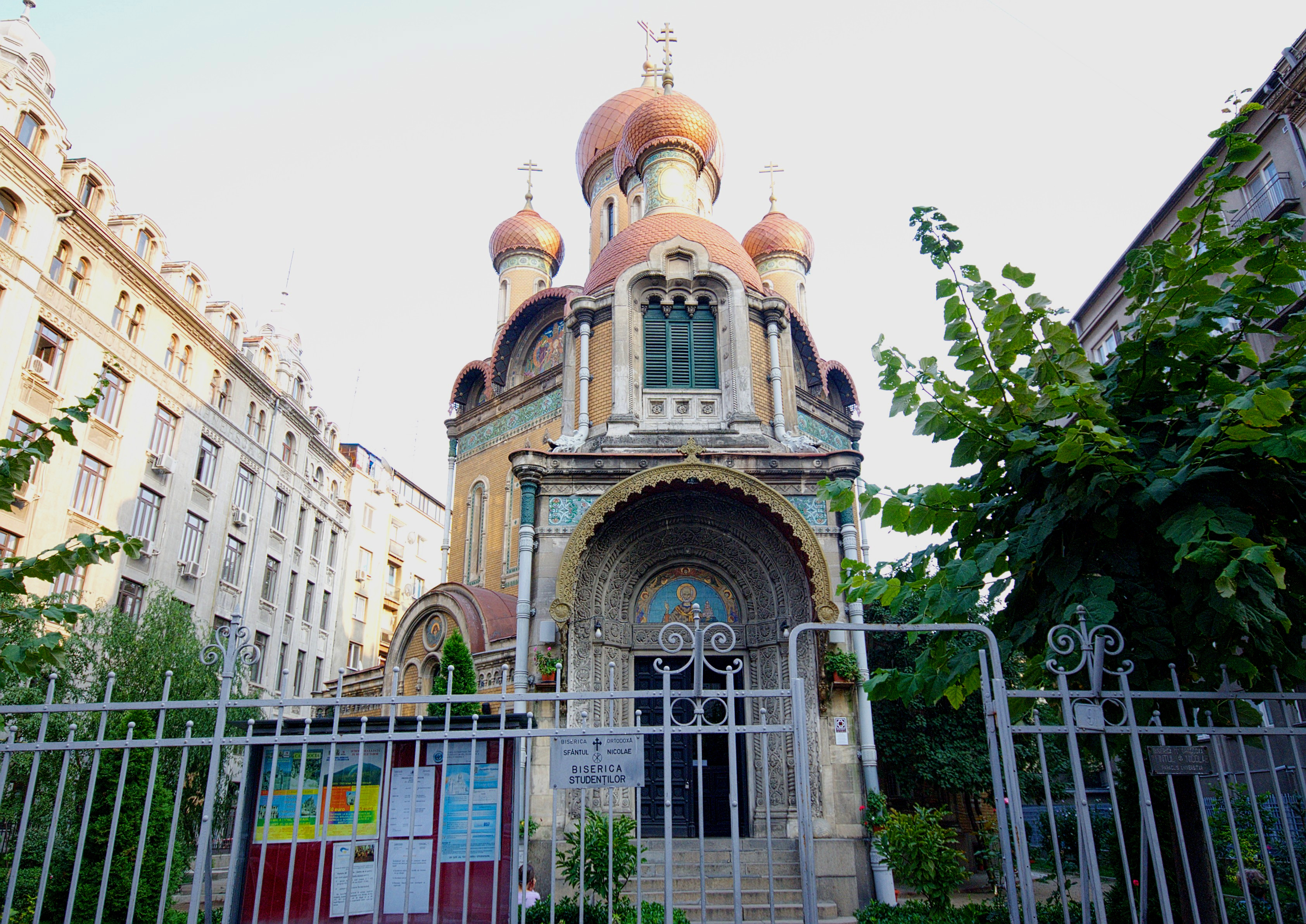
Biserica „Sf. Nicolae“ - Rusă
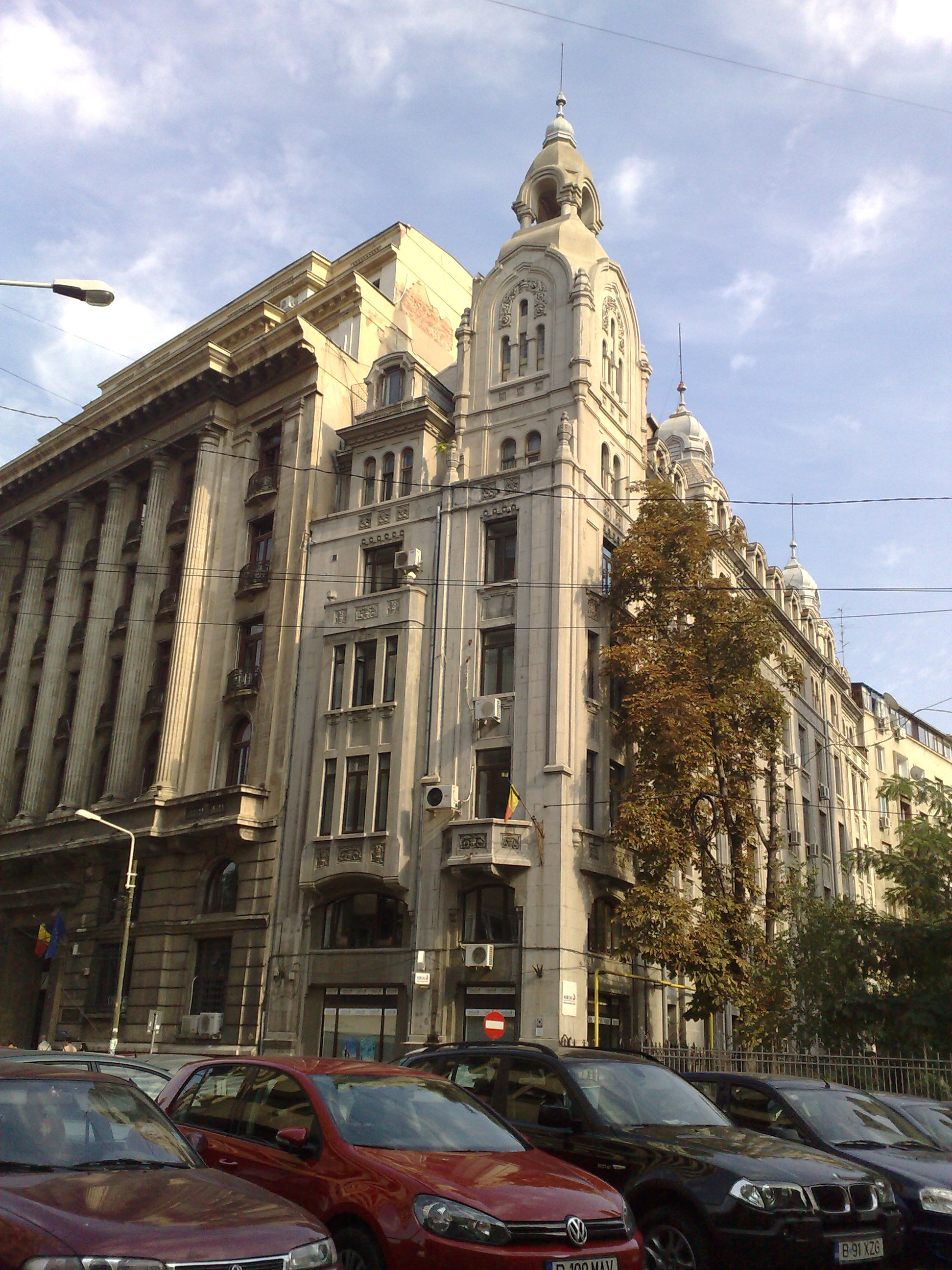
Imobil de pe strada Ion Ghica nr. 7
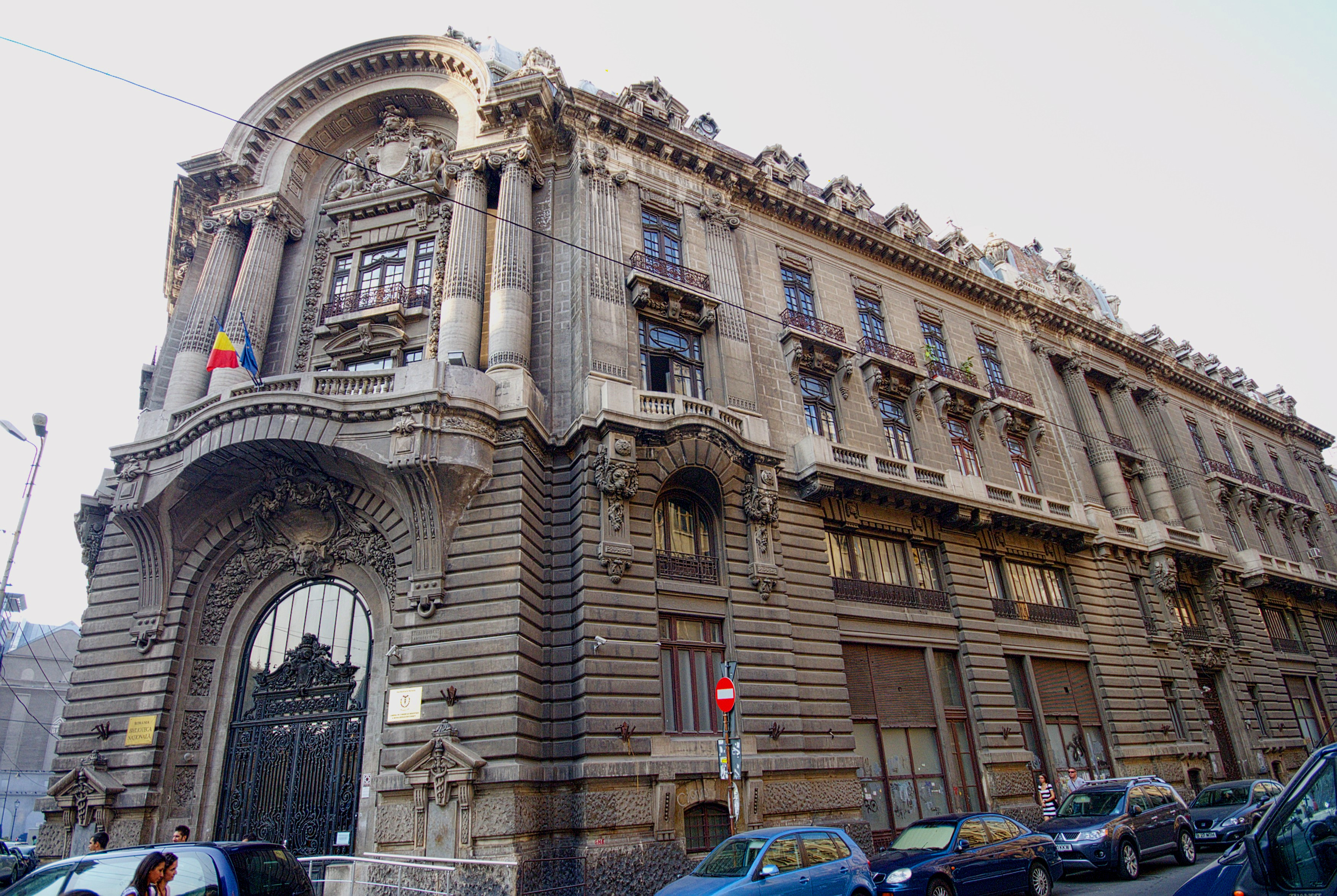
Fostul Palat al Bursei, fosta Biblioteca Națională a României
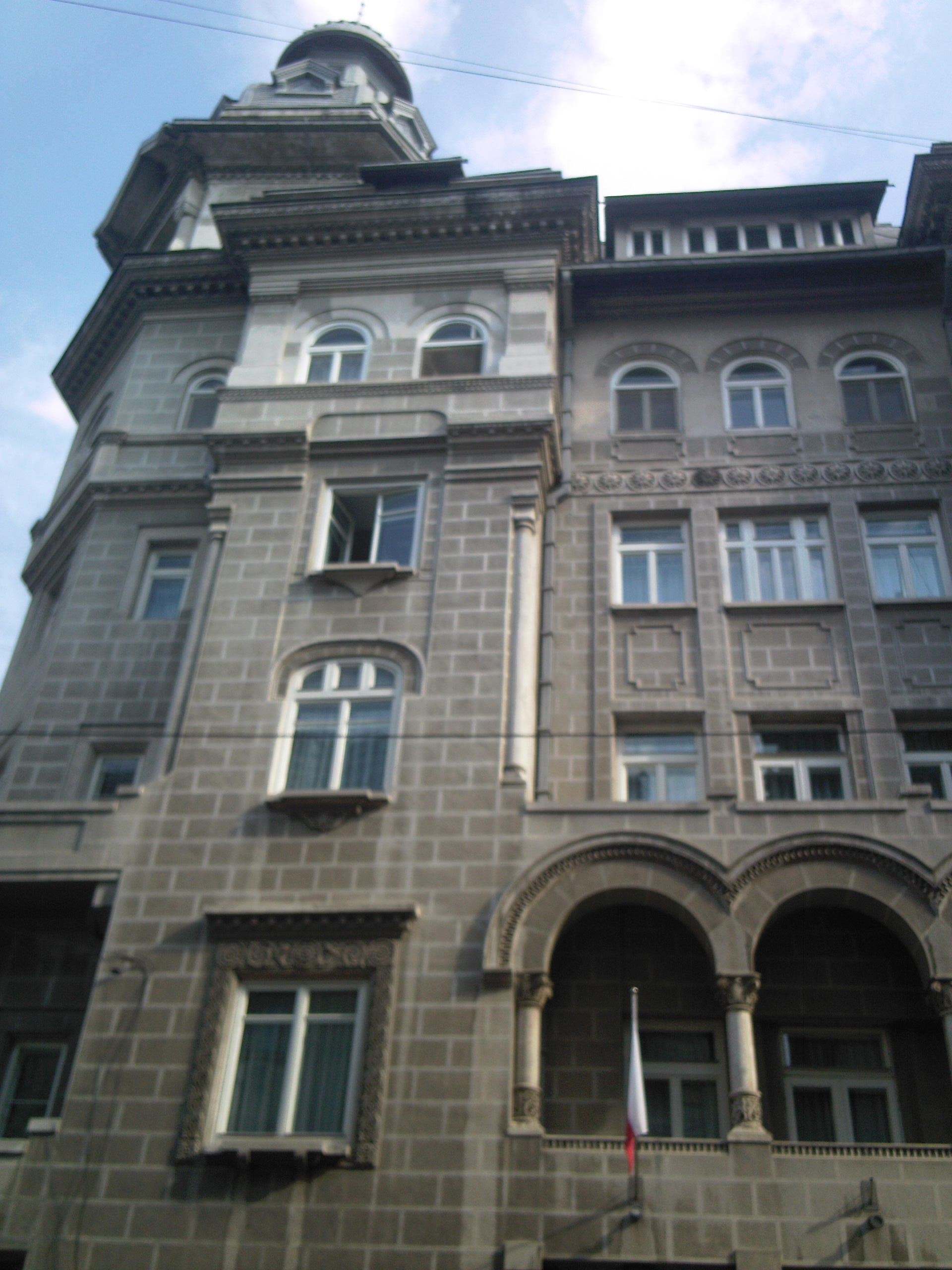
Fosta Bancă franco-română de pe strada Ion Ghica

## Legături externe
- Strada Ion Ghica pe hartă, www.openstreetmap.org
- Strada Ion Ghica pe Flickr.com
- Strada Ion Ghica pe Google maps - street view